# Alamo (Dakota del Norte)
Alamo es una ciudad ubicada en el condado de Williams en el estado estadounidense de Dakota del Norte. En el censo de 2010 tenía una población de 57 habitantes y una densidad poblacional de 38,54 personas por km².

## Geografía
Álamo se encuentra ubicada en las coordenadas 48°34′58″N 103°28′6″O / 48.58278, -103.46833. Según la Oficina del Censo de los Estados Unidos, Álamo tiene una superficie total de 1.48 km², de la cual 1.42 km² corresponden a tierra firme y (3.85%) 0.06 km² es agua.

## Demografía
Según el censo de 2010, había 57 personas residiendo en Álamo. La densidad de población era de 38,54 hab./km². De los 57 habitantes, Álamo estaba compuesto por el 85.96% blancos, el 0% eran afroamericanos, el 0% eran amerindios, el 0% eran asiáticos, el 0% eran isleños del Pacífico, el 12.28% eran de otras razas y el 1.75% pertenecían a dos o más razas. Del total de la población el 12.28% eran hispanos o latinos de cualquier raza.